# Загін «Стиляги» (телесеріал)
«Загін „Стиляги“» (англ. The Mod Squad) — американський кримінально-драматичний серіал, прем'єра якого відбулася на телеканалі ABC 24 вересня 1968 — 1 березня 1973 року.
Головні ролі виконали Майкл Коул, Пеггі Ліптон, Кларенс Вільямс III і Тайдж Ендрюс. Виконавчі продюсери — Аарон Спеллінг і Денні Томас.
Поліційний серіал про контркультуру 1960-х років здобув шість номінацій на премію «Еммі», чотири на премію «Золотий глобус» (одна перемога Пеггі Ліптон), премія Гільдії режисерів Америки та інші.
У 1970 році 12-й епізод другого сезону «In This Corner — Sol Alpert» (сценарій Ріти Лакін та Гарва Беннета) був номінований на премію Едгара Алана По Товариства письменників детективного жанру Америки. У 1997 році епізод 2.20 1970 року «Mother of Sorrow» посів 95-те місце у списку 100 найкращих епізодів усіх часів за версією TV Guide (англ. TV Guide's 100 Greatest Episodes of All-Time).

## Список епізодів
| Сезон | Сезон     | Епізоди   | Прем'єрний показ | Прем'єрний показ |
| Сезон | Сезон     | Епізоди   | Початок          | Завершення       |
| ----- | --------- | --------- | ---------------- | ---------------- |
|       | 1         | 26        | 24 вересня 1968  | 15 квітня 1969   |
|       | 2         | 26        | 23 вересня 1969  | 7 квітня 1970    |
|       | 3         | 24        | 22 вересня 1970  | 23 березня 1971  |
|       | 4         | 24        | 14 вересня 1971  | 7 березня 1972   |
|       | 5         | 24        | 14 вересня 1972  | 1 березня 1973   |
|       | Телефільм | Телефільм | 18 травня 1979   | 18 травня 1979   |

## Основний акторський склад
- Майкл Коул — Піт (Пітер) Кокран
- Кларенс Вільямс III[5] — Лін (Лінкольн) Гаєс
- Пеггі Ліптон — Джулі Барнс
- Тайдж Ендрюс — капітан Адам Грір

## Культурний вплив
Телешоу «Зоряний шлях: Оригінальний серіал» (1966—69), «Я шпигую» (1965—68), шоу Білла Косбі (1969—71), «Кімната 222» (1969—74), «Меннікс» (1967—75), «Місія нездійсненна» (1966—73), «Джулія» (1968—71), шоу Фліпа Вілсона (1970—74) і «Загін „Стиляги“» (1968—73) були одними з перших програм, у яких афроамериканці виконували «нормальні» головні роли — після стереотипних персонажів, на кшталт радіошоу та телевізійних ситкомів 1940 — 1950-х1950-х років — «Амос та Енді» (англ. Amos 'n' Andy), «Беула» (англ. Beulah) й подібні.
Істотно, що «Загін» представив афроамериканського персонажа (Лінка) як рівноправного поряд із персонажами-європеоїдами (Барнс і Кокран). В одному з епізодів «Стиляг», за сценарієм, Лінка мав «дружньо поцілувати» Барнс. Оскільки перший міжрасовий поцілунок на американському телевізійному шоу був лише в 1968 році, це була ще досить нова ситуація в попкультурі. Студія злякалася негативної реакції громадськості, тому вони попросили Спеллінга її вирізати.
|  | «Не можна цього робити, — сказали мені, [згадує Спеллінг (1923—2006)]. — Не можна, щоб чорний чоловік цілував білу дівчину». Я переміг, і ABC погодилася на вихід [цього епізоду], але мене попередили, що я отримаю тисячі листів зі скаргами. Я не отримав жодного. Оригінальний текст (англ.) "You can't do that, " I was told. «You can't have a black man kissing a white girl.» I won and ABC agreed to let it in, but they warned me I'd receive thousands of complaint letters. I didn't get one.:67–68 |

Деякі вислови Лінка залишаються популярними й досі: зокрема, «кріпіться» — англ. solid та «зберігайте віру» — англ. keep the faith; до американського сленгу ввійшли такі його слова, як pad, dig it, groovy.
«Дітки» подорожували на культовому автомобілі Піта — «Вуді», старому зеленому універсалі Mercury Woodie 1950 року випуску (поки він не згорів у вогні після того, як перелетів через скелю під час погоні наприкінці 9-го епізоду другого сезону «The Death of Wild Bill Hannachek»).

## Запрошені зірки
У серіалі знімалася колишня дружина Спеллінга, акторка Керолін Джонс (1930—1983), з'являлися як запрошені зірки популярні актори та інші знаменитості того часу:
- Дезі Арназ мололодший
- Ед Аснер (1929—2021) — різні ролі в трьох епізодах
- Джим Бакус (1913—1989)
- Джо Дон Бейкер
- Том Бослі (1927—2010)
- Джо Ван Фліт (1915—1996)
- Фріц Вівер (1926—2016)
- Вільям Віндом (1923—2012)
- Ентоні Гірі
- Клінт Говард
- Луїс Госсетт молодший
- Лі Грант
- Енді Гріффіт (1926—2012)
- Семмі Девіс молодший (1925—1990) — різні ролі в трьох епізодах
- Тайн Дейлі — два епізоди
- Біллі Ді Вільямс
- Тоні Доу
- Річард Дрейфус — два епізоди (різні ролі)
- Сем Елліотт
- Девід Кессіді (1950—2017)
- Джек Кессіді (1927—1976)
- Фернандо Ламас (1915—1982)
- Клівон Литтл (1939—1992)
- Барбара Макнейр (1934—2007)
- Леслі Нільсен (1926—2010)
- Рене Обержонуа (1940—2019)
- Стефані Паверс
- Річард Прайор (1940—2005)
- Вінсент Прайс (1911—1993)
- Роберт Рід (1932—1992)
- Шугар Рей Робінсон (1921—1989)
- Сізар Ромеро (1907—1994)
- Меріон Росс
- Вік Тейбек (1930—1990)
- Дені Томас (1912—1991) — виконавчий співпродюсер телесеріалу
- Деніел Дж. Траванті — різні ролі в трьох епізодах
- Родольфо Хойос молодший — різні ролі в трьох епізодах
- Гаррісон Форд
- Мег Фостер — два епізоди (різні ролі)
- Боббі Шерман — два епізоди (різні ролі)
- Мартін Шин